# Кременчуцька губернія

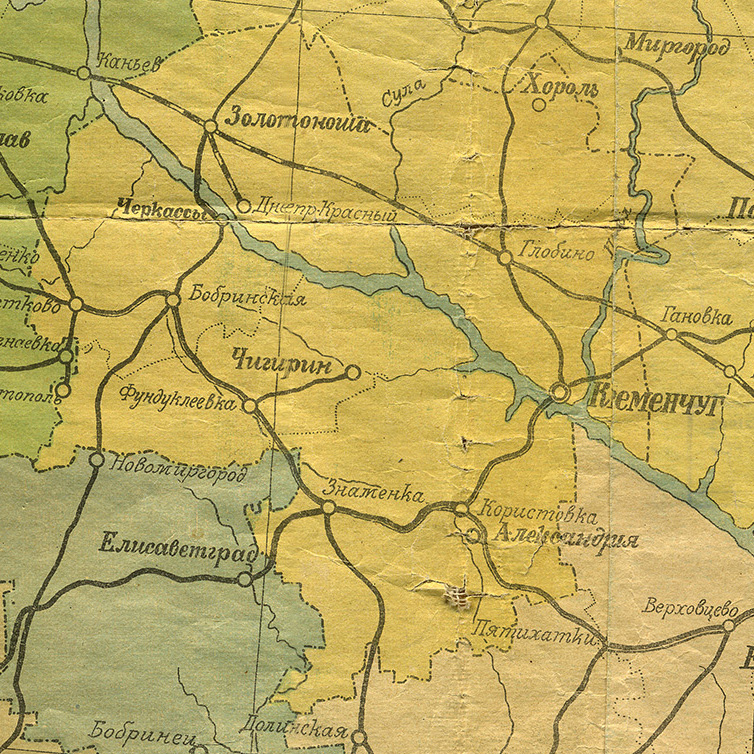
Карта Кременчуцької губернії, 1921

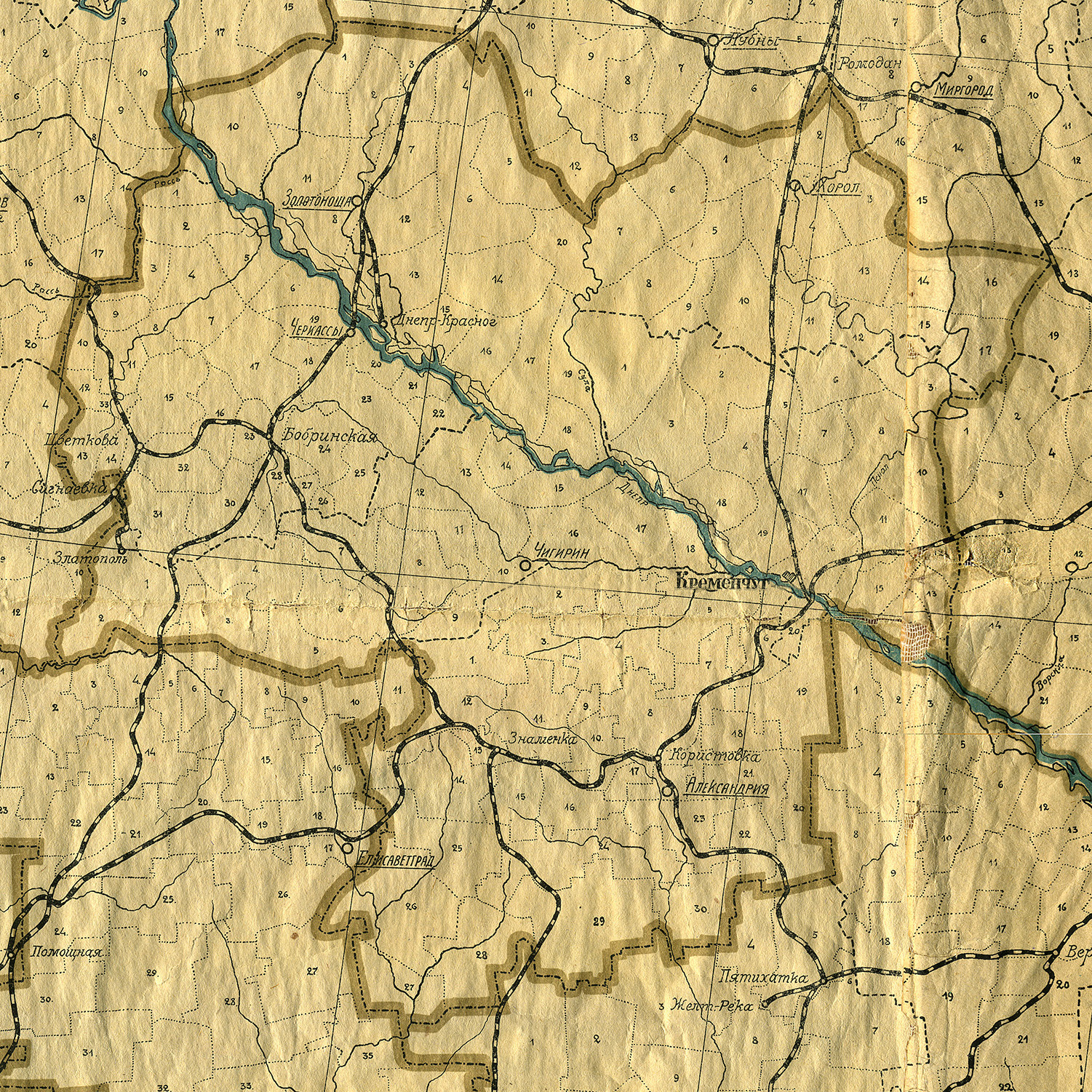
Карта Кременчуцької губернії, 1921

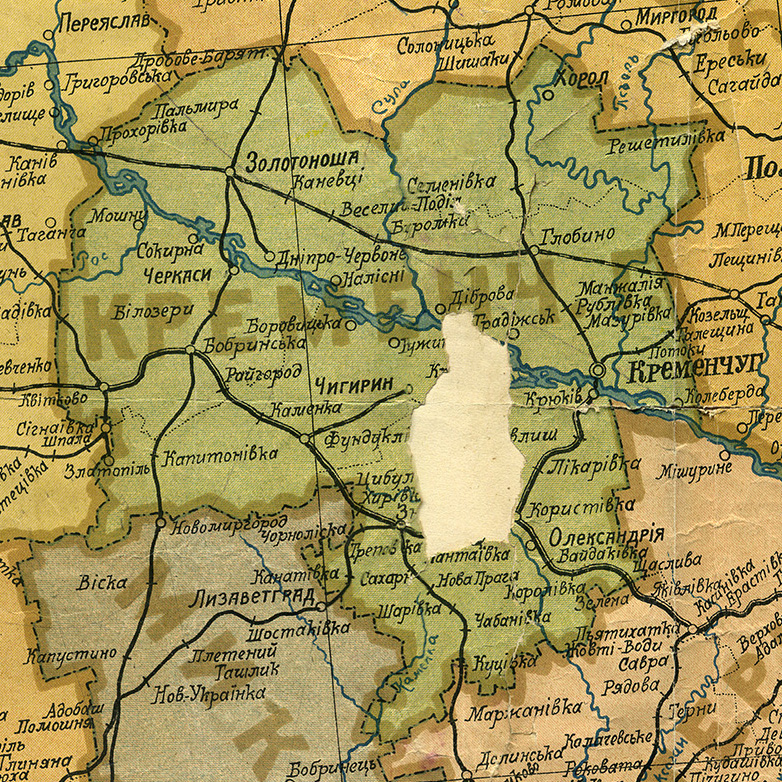
Карта Кременчуцької губернії, 1922

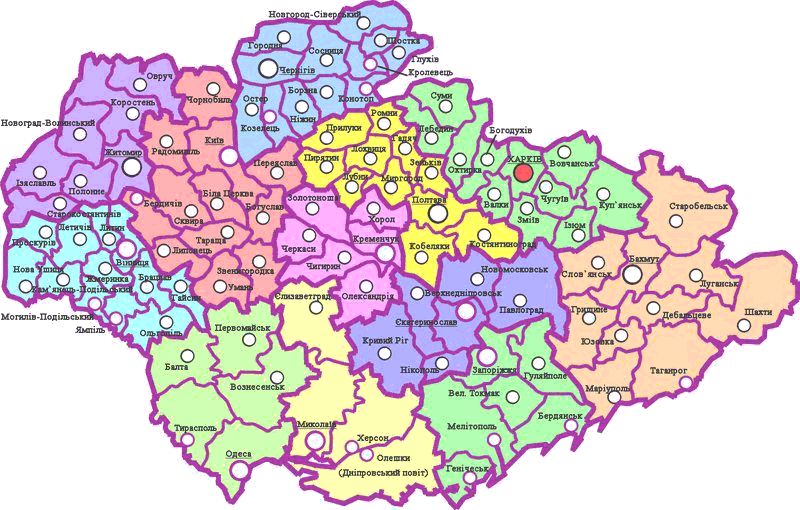
Карта УСРР 1921 року, з Кременчуцькою губернією і повітами.

Кременчуцька губернія — адміністративно-територіальна одиниця у складі УСРР з 16 травня 1920 до 21 жовтня 1922 року.
Декрет ВУЦВК від 8 липня і додатково 30 липня 1920 року, що набрав сили 15 серпня 1920 року, закріпив за нею території, які раніше входили до складу Київської, Полтавської та Херсонської губерній.
Поділялася на 6 повітів:
- Золотоніський повіт
- Кременчуцький повіт
- Олександрійський повіт
- Хорольський повіт
- Черкаський повіт
- Чигиринський повіт

21 жовтня 1922 року розформована. Золотоношський, Кременчуцький і Хорольський повіти приєднані до Полтавської губернії, Черкаський і Чигиринський повіти — до Київської губернії і Олександрійський повіт — до Катеринославської губернії.

## Історія
Кременчуцька губернія виникла для боротьби з Холодноярською Республікою і припинила існування після її ліквідації.
30 липня 1920 року ухвалено постанову Всеукраїнського центрального виконавчого комітету про утворення Кременчуцької губернії, де зазначено, що сама постанова набуває чинності з 15 серпня 1920 року. На першому засіданні губернського революційного комітету (Губревкому), яке відбулося вже 16 серпня 1920 року, одним з найголовніших напрямів його діяльності називалося придушення повстанського руху (або, використовуючи тодішній лексикон, «бандитизму»). Серед інших заходів Кремгубревкому, безпосередньо пов'язаних із допомогою дійовій Червоній армії, зазначалися такі:
- Відправлення до Катеринослава добровольчих військових формувань для поповнення лав червоноармійських фронтових частин. Зокрема, у вересні 1920 року із числа членів повітових КНС губернським коштом було відряджено два кавалерійські ескадрони загальною чисельністю 300 вершників (Хорольський повіт — 50, Кременчуцький повіт — 30, Золотоніський — 50, Олександрійський — 70, Чигиринський — 30, Черкаський — 70).
- Мобілізація в'язнів міських буцегарень.
- Збір теплих речей (кожухів, свит, валянок) у рамках Тижня Червоної Армії.
- Активізація розшуку військових дезертирів місцевого походження.
- Вилучення зброї у населення[3].

У кожному повіті Кременчуцької губернії призначалися начальники бойових дільниць з числа командирів військових з'єднань Червоної армії, які там перебували. З метою координації дій військових органів з місцевою владою при начальнику Кременчуцької губернської дільниці було створено постійно діючу військову нараду для боротьби з бандитизмом (далі — «нарада»), до якої, крім начальника дільниці, ввійшли секретар губкому КП(б)У, голова губвиконкому, голова губЧека, продовольчий і військовий губернські комісари. Очолив її голова губвиконкому, він же — секретар губкому КП(б)У О. К. Сербиченко. Такі ж «наради» було створено і при начальниках повітових бойових дільниць і навіть в окремих, найбільш охоплених повстанським рухом волостях.
У Кременчуцькій губернії існували два концентраційні табори (Кременчук і Черкаси), які були організовані і використовували нормативну документацію за зразком РРФСР, їхню роботу курирували як ВУНК, так і радянські органи (підвідділи виправних робіт виконкомів). У подальшому їх було передано у відання Народного комісаріату юстиції. У них утримувалися особи, засуджені на різні строки (від двох тижнів до довічного строку, а також взагалі без позбавлення волі, що говорить про те, що ув'язнені в таборах були засудженими за найрізноманітніші злочини). Черкаський табір, кажучи сучасною мовою, поєднував функції ізолятора тимчасового утримання, при якому відбувають невеликі строки арешту за дрібні адміністративно покарані злочини, ВТЗ (навіть декількох типів, оскільки терміни ув'язнення коливались від 1 року до 20-ти), інспекції виконання покарань (в якій проводиться нагляд за ув'язненими, засудженими до покарань без позбавлення волі), табору для інтернованих і військовополонених. Кременчуцький табір функціонував до 1923 р., переживши Кременчуцьку губернію.

## Керівники губернії в 1920—1922 роках

### Голови військово-революційного комітету
- Танцура Панас Тихонович (26.06.1920—30.07.1920)
- Пугачевський Лазар Ісакович (30.07.1920—23.09.1920)
- Соколов (23.09.1920—.11.1920)
- Грановський Мойсей Лазарович (.11.1920—5.02.1921)

### Голови губернського виконавчого комітету
- Грановський Мойсей Лазарович (5.02.1921—.06.1921)
- Сербиченко Олександр Калістратович (.06.1921—.04.1922)
- Покорний Григорій Михайлович (.04.1922—26.07.1922)
- Свистун Пантелеймон Іванович (26.07.1922—.09.1922)
- Покорний Григорій Михайлович (.09.1922—.09.1922)
- Храмов Володимир Іванович (.09.1922—.11.1922)

### Голови губернського комітетуКП(б)У
- Терлецький Євген Петрович (1920—.09.1920)
- Пугачевський Лазар Ісакович (.09.1920—23.09.1920)
- Соколов (23.09.1920—.11.1920)
- Грановський Мойсей Лазарович (.11.1920—.11.1920)

### Відповідальні секретарі губернського комітетуКП(б)У
- Радченко Андрій Федорович (.11.1920—.12.1920)
- Сагайдак Валентин Петрович (.12.1920—.01.1921)
- Александров (.01.1921—1921)
- Паволоцький М. А. (1921—.07.1921)
- Свистун Пантелеймон Іванович (.07.1921—.12.1921)
- Ноготович Яків Григорович (.12.1921—.02.1922)
- Свистун Пантелеймон Іванович (.02.1922—.07.1922)
- Доброхотов Микола Федорович (.07.1922—.09.1922)
- Єрмоленко Панас Максимович тво. (.09.1922—2.10.1922)
- Булат Іван Лазарович (2.10.1922—.11.1922)